# Ronaldo Webster
Ronaldo Webster (Kingston, 4 de julio de 2001) es un futbolista jamaicano que juega en la demarcación de centrocampista para el KF Shkëndija Tetovo de la Primera División de Macedonia del Norte.

## Selección nacional
Hizo su debut con la selección de fútbol de Jamaica en un partido amistoso contra Catar que finalizó con un resultado de empate a uno tras un gol de Khalid Muneer para Catar, y de Jourdaine Fletcher para Jamaica.

## Clubes
| Club                | País                | Año       | Partidos | Goles |
| ------------------- | ------------------- | --------- | -------- | ----- |
| Reno FC             | Jamaica             | 2017-2018 | 3        | 0     |
| Cavalier SC         | Jamaica             | 2018-2023 | 85       | 12    |
| FK Bregalnica Štip  | Macedonia del Norte | 2023-2024 | 19       | 4     |
| KF Shkëndija Tetovo | Macedonia del Norte | 2024-     | 34       | 0     |

## Palmarés

### Títulos nacionales
| Título                                  | Club            | País                | Año  |
| --------------------------------------- | --------------- | ------------------- | ---- |
| Primera División de Macedonia del Norte | K. F. Shkëndija | Macedonia del Norte | 2025 |